# Phase de groupes de la Ligue des champions masculine de l'EHF 2021-2022
Navigation
2020-2021 2022-2023
Cet article détaille les matchs de la phase de groupes de la Ligue des champions masculine de l'EHF 2021-2022 organisée par la Fédération européenne de handball.

## Groupe A

### Classement
|   | Équipe               | Pts | J  | G  | N | P  | Bp  | Bc  | Diff | Dép |  | Résultats (dom.\ext.) |       |       |       |       |       |       |       |       |
| - | -------------------- | --- | -- | -- | - | -- | --- | --- | ---- | --- |  | --------------------- | ----- | ----- | ----- | ----- | ----- | ----- | ----- | ----- |
| 1 | Aalborg Håndbold     | 22  | 14 | 11 | 0 | 3  | 453 | 410 | 43   | /   |  | Aalborg Håndbold      |       | 35-33 | 34-30 | 36-28 | 33-29 | 32-27 | 31-25 | 34-33 |
| 2 | THW Kiel             | 21  | 14 | 10 | 1 | 3  | 427 | 395 | 32   | /   |  | THW Kiel              | 31-27 |       | 32-32 | 35-26 | 32-30 | 41-36 | 36-28 | 10-0  |
| 3 | SC Pick Szeged       | 19  | 14 | 8  | 3 | 3  | 412 | 392 | 20   | /   |  | SC Pick Szeged        | 31-28 | 30-26 |       | 29-29 | 34-31 | 30-34 | 30-21 | 28-26 |
| 4 | Montpellier Handball | 17  | 14 | 7  | 3 | 4  | 424 | 409 | 15   | /   |  | Montpellier Handball  | 31-33 | 37-30 | 29-29 |       | 25-28 | 39-32 | 24-23 | 32-26 |
| 5 | Vardar Skopje        | 13  | 14 | 6  | 1 | 7  | 379 | 368 | 11   | /   |  | Vardar Skopje         | 30-28 | 26-29 | 27-30 | 25-31 |       | 39-30 | 20-19 | 35-27 |
| 6 | Elverum Handball     | 8   | 14 | 3  | 2 | 9  | 417 | 449 | -32  | +5  |  | Elverum Handball      | 28-34 | 30-31 | 24-27 | 30-37 | 27-27 |       | 30-25 | 32-33 |
| 7 | RK Zagreb            | 8   | 14 | 3  | 2 | 9  | 351 | 385 | -34  | -5  |  | RK Zagreb             | 24-34 | 27-28 | 26-24 | 22-25 | 23-22 | 27-27 |       | 31-24 |
| 8 | HC Meshkov Brest     | 4   | 14 | 1  | 2 | 11 | 342 | 397 | -55  | /   |  | HC Meshkov Brest      | 30-33 | 30-33 | 25-28 | 31-31 | 0-10  | 27-30 | 30-30 |       |

- Directement qualifié pour les quarts de finale
- Qualifié pour les huitièmes de finale
- Éliminé

| 15 septembre 2021 18h45 | Meshkov Brest   | 30–33   | THW Kiel         | USK Victoria (ru), Brest Affluence : 1 650 Arbitrage : Erdoğan, Özdeniz |
| 15 septembre 2021 18h45 | trois joueurs 6 | (15–18) | Niclas Ekberg 11 | USK Victoria (ru), Brest Affluence : 1 650 Arbitrage : Erdoğan, Özdeniz |
| 15 septembre 2021 18h45 | ×1 ×2           | Report  | ×2 ×3            | USK Victoria (ru), Brest Affluence : 1 650 Arbitrage : Erdoğan, Özdeniz |

| 15 septembre 2021 18h45 | Montpellier Handball | 29–29   | Pick Szeged         | Sud de France Arena, Montpellier Affluence : 3 500 Arbitrage : Santos, Fonseca |
| 15 septembre 2021 18h45 | six joueurs 3        | (14–15) | Sebastian Frimmel 8 | Sud de France Arena, Montpellier Affluence : 3 500 Arbitrage : Santos, Fonseca |
| 15 septembre 2021 18h45 | ×1 ×3                | Report  | ×2 ×1               | Sud de France Arena, Montpellier Affluence : 3 500 Arbitrage : Santos, Fonseca |

| 15 septembre 2021 18h45 | Elverum Handball | 27–27   | Vardar Skopje | Terningen Arena, Elverum Affluence : 940 Arbitrage : Horáček, Novotný |
| 15 septembre 2021 18h45 | Heldal, Máthé 6  | (13–13) | Jérémy Toto 6 | Terningen Arena, Elverum Affluence : 940 Arbitrage : Horáček, Novotný |
| 15 septembre 2021 18h45 | ×1               | Report  | ×1 ×4 ×1      | Terningen Arena, Elverum Affluence : 940 Arbitrage : Horáček, Novotný |

| 15 septembre 2021 20h45 | RK Zagreb         | 24–34   | Aalborg Håndbold     | Arena Zagreb, Zagreb Affluence : 325 Arbitrage : Marín, García |
| 15 septembre 2021 20h45 | Klarica, Mandić 5 | (14–18) | Sebastian Barthold 9 | Arena Zagreb, Zagreb Affluence : 325 Arbitrage : Marín, García |
| 15 septembre 2021 20h45 | ×1 ×6             | Report  | ×4                   | Arena Zagreb, Zagreb Affluence : 325 Arbitrage : Marín, García |

| 22 septembre 2021 18h45 | Pick Szeged      | 30–21  | RK Zagreb        | Városi Sportcsarnok, Szeged Affluence : 2 500 Arbitrage : Schulze, Tönnies |
| 22 septembre 2021 18h45 | Mario Šoštarič 7 | (10–7) | Klis, Vistorop 4 | Városi Sportcsarnok, Szeged Affluence : 2 500 Arbitrage : Schulze, Tönnies |
| 22 septembre 2021 18h45 | ×2 ×5            | Report | ×2               | Városi Sportcsarnok, Szeged Affluence : 2 500 Arbitrage : Schulze, Tönnies |

| 22 septembre 2021 18h45 | Aalborg Håndbold | 36–28   | Montpellier Handball | Gigantium, Aalborg Affluence : 4 237 Arbitrage : Mandák, Rudinský |
| 22 septembre 2021 18h45 | Lukas Sandell 11 | (18–13) | Kyllian Villeminot 7 | Gigantium, Aalborg Affluence : 4 237 Arbitrage : Mandák, Rudinský |
| 22 septembre 2021 18h45 | ×1 ×4            | Report  | ×7                   | Gigantium, Aalborg Affluence : 4 237 Arbitrage : Mandák, Rudinský |

| 22 septembre 2021 20h45 | Vardar Skopje   | 35–27   | Meshkov Brest        | CS Yané-Sandanski, Skopje Affluence : 1 950 Arbitrage : Brkic, Jusufhodzic |
| 22 septembre 2021 20h45 | Kevynn Nyokas 8 | (19–13) | Stanislav Kašpárek 6 | CS Yané-Sandanski, Skopje Affluence : 1 950 Arbitrage : Brkic, Jusufhodzic |
| 22 septembre 2021 20h45 | ×2 ×7           | Report  | ×3 ×5                | CS Yané-Sandanski, Skopje Affluence : 1 950 Arbitrage : Brkic, Jusufhodzic |

| 22 septembre 2021 20h45 | THW Kiel          | 41–36   | Elverum Handball | Sparkassen-Arena, Kiel Affluence : 4 622 Arbitrage : Pichon, Reveret |
| 22 septembre 2021 20h45 | Harald Reinkind 7 | (20–20) | Eric Johansson 7 | Sparkassen-Arena, Kiel Affluence : 4 622 Arbitrage : Pichon, Reveret |
| 22 septembre 2021 20h45 | ×2 ×1             | Report  | ×2 ×4            | Sparkassen-Arena, Kiel Affluence : 4 622 Arbitrage : Pichon, Reveret |

| 29 septembre 2021 18h45 | Vardar Skopje    | 30–28   | Aalborg Håndbold | CS Yané-Sandanski, Skopje Affluence : 2 000 Arbitrage : Nikolić, Stojković |
| 29 septembre 2021 18h45 | Olivier Nyokas 7 | (16–16) | trois joueurs 5  | CS Yané-Sandanski, Skopje Affluence : 2 000 Arbitrage : Nikolić, Stojković |
| 29 septembre 2021 18h45 | ×2 ×3            | Report  | ×2 ×1            | CS Yané-Sandanski, Skopje Affluence : 2 000 Arbitrage : Nikolić, Stojković |

| 29 septembre 2021 20h45 | RK Zagreb    | 27–27   | Elverum Handball | Arena Zagreb, Zagreb Affluence : 500 Arbitrage : Lah, Sok |
| 29 septembre 2021 20h45 | Ivan Čupić 7 | (14–11) | trois joueurs 5  | Arena Zagreb, Zagreb Affluence : 500 Arbitrage : Lah, Sok |
| 29 septembre 2021 20h45 | ×2 ×3        | Report  | ×2 ×5            | Arena Zagreb, Zagreb Affluence : 500 Arbitrage : Lah, Sok |

| 30 septembre 2021 18h45 | Meshkov Brest    | 25–28   | Pick Szeged         | USK Victoria (ru), Brest Affluence : 1 350 Arbitrage : Pavićević, Ražnatović |
| 30 septembre 2021 18h45 | Skube, Vranješ 4 | (12–16) | Imanol Garciandia 7 | USK Victoria (ru), Brest Affluence : 1 350 Arbitrage : Pavićević, Ražnatović |
| 30 septembre 2021 18h45 | ×1 ×3            | Report  | ×1 ×2               | USK Victoria (ru), Brest Affluence : 1 350 Arbitrage : Pavićević, Ražnatović |

| 30 septembre 2021 20h45 | Montpellier Handball | 37–30   | THW Kiel        | Sud de France Arena, Montpellier Affluence : 4 000 Arbitrage : Stark, Stefan |
| 30 septembre 2021 20h45 | Kyllian Villeminot 8 | (18–14) | Niclas Ekberg 9 | Sud de France Arena, Montpellier Affluence : 4 000 Arbitrage : Stark, Stefan |
| 30 septembre 2021 20h45 | ×2                   | Report  | ×1 ×3           | Sud de France Arena, Montpellier Affluence : 4 000 Arbitrage : Stark, Stefan |

| 13 octobre 2021 18h45 | THW Kiel          | 36–28   | RK Zagreb         | Sparkassen-Arena, Kiel Affluence : 5 413 Arbitrage : Andorka, Hucker |
| 13 octobre 2021 18h45 | Harald Reinkind 8 | (18–15) | Čupić, Vistorop 6 | Sparkassen-Arena, Kiel Affluence : 5 413 Arbitrage : Andorka, Hucker |
| 13 octobre 2021 18h45 | ×1 ×4             | Report  | ×3                | Sparkassen-Arena, Kiel Affluence : 5 413 Arbitrage : Andorka, Hucker |

| 13 octobre 2021 18h45 | Aalborg Håndbold | 34–33   | Meshkov Brest        | Gigantium, Aalborg Affluence : 4 144 Arbitrage : Kurtagic, Wetterwik |
| 13 octobre 2021 18h45 | Felix Claar 8    | (18–18) | Baptiste Bonnefond 8 | Gigantium, Aalborg Affluence : 4 144 Arbitrage : Kurtagic, Wetterwik |
| 13 octobre 2021 18h45 | ×3               | Report  | ×4                   | Gigantium, Aalborg Affluence : 4 144 Arbitrage : Kurtagic, Wetterwik |

| 13 octobre 2021 20h45 | Vardar Skopje    | 25–31   | Montpellier Handball | CS Yané-Sandanski, Skopje Affluence : 3 200 Arbitrage : Marín, García |
| 13 octobre 2021 20h45 | Timour Dibirov 7 | (11–15) | Bos, Villeminot 7    | CS Yané-Sandanski, Skopje Affluence : 3 200 Arbitrage : Marín, García |
| 13 octobre 2021 20h45 | ×1 ×2            | Report  | ×2 ×4                | CS Yané-Sandanski, Skopje Affluence : 3 200 Arbitrage : Marín, García |

| 14 octobre 2021 18h45 | Pick Szeged     | 30–34   | Elverum Handball  | Városi Sportcsarnok, Szeged Affluence : 2 800 Arbitrage : Nikolić, Stojković |
| 14 octobre 2021 18h45 | Bence Bánhidi 6 | (15–19) | Tobias Grøndahl 9 | Városi Sportcsarnok, Szeged Affluence : 2 800 Arbitrage : Nikolić, Stojković |
| 14 octobre 2021 18h45 | ×1 ×3           | Report  | ×2 ×1             | Városi Sportcsarnok, Szeged Affluence : 2 800 Arbitrage : Nikolić, Stojković |

| 20 octobre 2021 18h45 | THW Kiel          | 32–32   | Pick Szeged      | Sparkassen-Arena, Kiel Affluence : 5 824 Arbitrage : Mandák, Rudinský |
| 20 octobre 2021 18h45 | Hendrik Pekeler 8 | (17–14) | Mario Šoštarič 5 | Sparkassen-Arena, Kiel Affluence : 5 824 Arbitrage : Mandák, Rudinský |
| 20 octobre 2021 18h45 | ×1 ×4             | Report  | ×1 ×3            | Sparkassen-Arena, Kiel Affluence : 5 824 Arbitrage : Mandák, Rudinský |

| 20 octobre 2021 18h45 | Aalborg Håndbold  | 33–29   | Vardar Skopje    | Gigantium, Aalborg Affluence : 4 755 Arbitrage : Bíró, Kiss |
| 20 octobre 2021 18h45 | Aron Pálmarsson 8 | (16–13) | Timour Dibirov 9 | Gigantium, Aalborg Affluence : 4 755 Arbitrage : Bíró, Kiss |
| 20 octobre 2021 18h45 | ×5                | Report  | ×1 ×5            | Gigantium, Aalborg Affluence : 4 755 Arbitrage : Bíró, Kiss |

| 20 octobre 2021 18h45 | Elverum Handball | 30–25   | RK Zagreb     | Terningen Arena, Elverum Affluence : 2 000 Arbitrage : Stark, Stefan |
| 20 octobre 2021 18h45 | trois joueurs 5  | (17–14) | Davor Ćavar 6 | Terningen Arena, Elverum Affluence : 2 000 Arbitrage : Stark, Stefan |
| 20 octobre 2021 18h45 | ×2               | Report  | ×5            | Terningen Arena, Elverum Affluence : 2 000 Arbitrage : Stark, Stefan |

| 20 octobre 2021 20h45 | Montpellier Handball | 32–26   | Meshkov Brest        | Sud de France Arena, Montpellier Affluence : 4 000 Arbitrage : Mažeika, Gatelis |
| 20 octobre 2021 20h45 | Julien Bos 11        | (14–12) | Baptiste Bonnefond 5 | Sud de France Arena, Montpellier Affluence : 4 000 Arbitrage : Mažeika, Gatelis |
| 20 octobre 2021 20h45 | ×1 ×4                | Report  | ×1 ×2                | Sud de France Arena, Montpellier Affluence : 4 000 Arbitrage : Mažeika, Gatelis |

| 27 octobre 2021 18h45 | Pick Szeged     | 31–28   | Aalborg Håndbold     | Városi Sportcsarnok, Szeged Affluence : 3 000 Arbitrage : Lah, Sok |
| 27 octobre 2021 18h45 | trois joueurs 5 | (17–13) | Sebastian Barthold 8 | Városi Sportcsarnok, Szeged Affluence : 3 000 Arbitrage : Lah, Sok |
| 27 octobre 2021 18h45 | ×2 ×5 ×1        | Report  | ×2 ×4                | Városi Sportcsarnok, Szeged Affluence : 3 000 Arbitrage : Lah, Sok |

| 27 octobre 2021 20h45 | Vardar Skopje     | 26–29   | THW Kiel          | CS Yané-Sandanski, Skopje Affluence : 3 000 Arbitrage : Brunner, Salah |
| 27 octobre 2021 20h45 | Timour Dibirov 10 | (13–10) | Domagoj Duvnjak 7 | CS Yané-Sandanski, Skopje Affluence : 3 000 Arbitrage : Brunner, Salah |
| 27 octobre 2021 20h45 | ×4                | Report  | ×1 ×4             | CS Yané-Sandanski, Skopje Affluence : 3 000 Arbitrage : Brunner, Salah |

| 27 octobre 2021 20h45 | RK Zagreb    | 22–25   | Montpellier Handball | Arena Zagreb, Zagreb Affluence : 350 Arbitrage : Horáček, Novotný |
| 27 octobre 2021 20h45 | Ivan Čupić 7 | (13–12) | Julien Bos 7         | Arena Zagreb, Zagreb Affluence : 350 Arbitrage : Horáček, Novotný |
| 27 octobre 2021 20h45 | ×1 ×2        | Report  | ×1 ×3                | Arena Zagreb, Zagreb Affluence : 350 Arbitrage : Horáček, Novotný |

| 28 octobre 2021 18h45 | Meshkov Brest      | 27–30   | Elverum Handball  | USK Victoria (ru), Brest Affluence : 920 Arbitrage : Horváth, Marton |
| 28 octobre 2021 18h45 | Vladimir Vranješ 7 | (11–14) | Tobias Grøndahl 9 | USK Victoria (ru), Brest Affluence : 920 Arbitrage : Horváth, Marton |
| 28 octobre 2021 18h45 | ×2 ×6              | Report  | ×2 ×4             | USK Victoria (ru), Brest Affluence : 920 Arbitrage : Horváth, Marton |

| 17 novembre 2021 18h45 | Meshkov Brest        | 30–30   | RK Zagreb    | USK Victoria (ru), Brest Affluence : 1 220 Arbitrage : Baďura, Ondogrecula |
| 17 novembre 2021 18h45 | Stanislav Kašpárek 6 | (13–15) | Ivan Čupić 7 | USK Victoria (ru), Brest Affluence : 1 220 Arbitrage : Baďura, Ondogrecula |
| 17 novembre 2021 18h45 | ×2 ×3                | Report  | ×1 ×2        | USK Victoria (ru), Brest Affluence : 1 220 Arbitrage : Baďura, Ondogrecula |

| 17 novembre 2021 18h45 | Elverum Handball | 30–37   | Montpellier Handball | Terningen Arena, Elverum Affluence : 2 430 Arbitrage : Schulze, Tönnies |
| 17 novembre 2021 18h45 | Dominik Máthé 7  | (15–20) | Hugo Descat 9        | Terningen Arena, Elverum Affluence : 2 430 Arbitrage : Schulze, Tönnies |
| 17 novembre 2021 18h45 | ×1 ×5            | Report  | ×3                   | Terningen Arena, Elverum Affluence : 2 430 Arbitrage : Schulze, Tönnies |

| 18 novembre 2021 18h45 | THW Kiel          | 31–28   | Aalborg Håndbold | Sparkassen-Arena, Kiel Affluence : 6 233 Arbitrage : Gubica, Milošević |
| 18 novembre 2021 18h45 | Ekberg, Pekeler 7 | (17–14) | Buster Juul 8    | Sparkassen-Arena, Kiel Affluence : 6 233 Arbitrage : Gubica, Milošević |
| 18 novembre 2021 18h45 | ×6                | Report  | ×6               | Sparkassen-Arena, Kiel Affluence : 6 233 Arbitrage : Gubica, Milošević |

| 18 novembre 2021 18h45 | Pick Szeged         | 34–31   | Vardar Skopje    | Városi Sportcsarnok, Szeged Affluence : 3 000 Arbitrage : Elíasson, Pálsson |
| 18 novembre 2021 18h45 | Sebastian Frimmel 9 | (17–15) | Timour Dibirov 7 | Városi Sportcsarnok, Szeged Affluence : 3 000 Arbitrage : Elíasson, Pálsson |
| 18 novembre 2021 18h45 | ×4                  | Report  | ×1 ×4            | Városi Sportcsarnok, Szeged Affluence : 3 000 Arbitrage : Elíasson, Pálsson |

| 24 novembre 2021 18h45 | Aalborg Håndbold | 35–33   | THW Kiel        | Gigantium, Aalborg Affluence : 5 020 Arbitrage : Elíasson, Pálsson |
| 24 novembre 2021 18h45 | Nikolaj Læsø 9   | (17–16) | Niclas Ekberg 7 | Gigantium, Aalborg Affluence : 5 020 Arbitrage : Elíasson, Pálsson |
| 24 novembre 2021 18h45 | ×1 ×4            | Report  | ×2 ×3           | Gigantium, Aalborg Affluence : 5 020 Arbitrage : Elíasson, Pálsson |

| 24 novembre 2021 20h45 | RK Zagreb    | 31–24   | Meshkov Brest | Arena Zagreb, Zagreb Affluence : 340 Arbitrage : Santos, Fonseca |
| 24 novembre 2021 20h45 | Ivan Čupić 8 | (14–14) | Jaka Malus 6  | Arena Zagreb, Zagreb Affluence : 340 Arbitrage : Santos, Fonseca |
| 24 novembre 2021 20h45 | ×1 ×2        | Report  | ×1 ×4 ×1      | Arena Zagreb, Zagreb Affluence : 340 Arbitrage : Santos, Fonseca |

| 24 novembre 2021 20h45 | Montpellier Handball | 39–32   | Elverum Handball  | Sud de France Arena, Montpellier Affluence : 2 900 Arbitrage : Bíró, Kiss |
| 24 novembre 2021 20h45 | Hugo Descat 11       | (19–16) | Tobias Grøndahl 8 | Sud de France Arena, Montpellier Affluence : 2 900 Arbitrage : Bíró, Kiss |
| 24 novembre 2021 20h45 | ×2                   | Report  | ×1                | Sud de France Arena, Montpellier Affluence : 2 900 Arbitrage : Bíró, Kiss |

| 25 novembre 2021 20h45 | Vardar Skopje    | 27–30  | Pick Szeged      | CS Yané-Sandanski, Skopje Affluence : 2 500 Arbitrage : Stark, Ştefan |
| 25 novembre 2021 20h45 | Dibirov, Gadža 5 | (9–16) | Mario Šoštarić 7 | CS Yané-Sandanski, Skopje Affluence : 2 500 Arbitrage : Stark, Ştefan |
| 25 novembre 2021 20h45 | ×1 ×5            | Report | ×3               | CS Yané-Sandanski, Skopje Affluence : 2 500 Arbitrage : Stark, Ştefan |

| 1 décembre 2021 18h45 | Elverum Handball  | 32–33   | Meshkov Brest     | Terningen Arena, Elverum Affluence : 1 604 Arbitrage : Brunner, Salah |
| 1 décembre 2021 18h45 | Tobias Grøndahl 8 | (15–17) | Mikita Vailupau 8 | Terningen Arena, Elverum Affluence : 1 604 Arbitrage : Brunner, Salah |
| 1 décembre 2021 18h45 | ×1 ×4             | Report  | ×7 ×1             | Terningen Arena, Elverum Affluence : 1 604 Arbitrage : Brunner, Salah |

| 1 décembre 2021 20h45 | Aalborg Håndbold | 34–30   | Pick Szeged      | Gigantium, Aalborg Affluence : 450 Arbitrage : Santos, Fonseca |
| 1 décembre 2021 20h45 | Nikolaj Læsø 9   | (16–14) | Mario Šoštarič 7 | Gigantium, Aalborg Affluence : 450 Arbitrage : Santos, Fonseca |
| 1 décembre 2021 20h45 | ×1 ×4            | Report  | ×1 ×4            | Gigantium, Aalborg Affluence : 450 Arbitrage : Santos, Fonseca |

| 1 décembre 2021 20h45 | Montpellier Handball | 24–23   | RK Zagreb    | Sud de France Arena, Montpellier Affluence : 2 800 Arbitrage : Pavićević, Ražnatović |
| 1 décembre 2021 20h45 | Karl Wallinius 5     | (14–12) | Ivan Čupić 5 | Sud de France Arena, Montpellier Affluence : 2 800 Arbitrage : Pavićević, Ražnatović |
| 1 décembre 2021 20h45 | ×1 ×5                | Report  | ×1 ×5        | Sud de France Arena, Montpellier Affluence : 2 800 Arbitrage : Pavićević, Ražnatović |

| 2 décembre 2021 20h45 | THW Kiel         | 32–30   | Vardar Skopje | Sparkassen-Arena, Kiel Affluence : 4 711 Arbitrage : Martins, Martins |
| 2 décembre 2021 20h45 | Sander Sagosen 8 | (18–16) | Ante Kuduz 9  | Sparkassen-Arena, Kiel Affluence : 4 711 Arbitrage : Martins, Martins |
| 2 décembre 2021 20h45 | ×1               | Report  | ×3            | Sparkassen-Arena, Kiel Affluence : 4 711 Arbitrage : Martins, Martins |

| 8 décembre 2021 18h45 | Elverum Handball | 28–34   | Aalborg Håndbold  | Terningen Arena, Elverum Affluence : 1 513 Arbitrage : Marín, García |
| 8 décembre 2021 18h45 | Dominik Máthé 7  | (12–16) | Bjørnsen, Claar 6 | Terningen Arena, Elverum Affluence : 1 513 Arbitrage : Marín, García |
| 8 décembre 2021 18h45 | ×2 ×5            | Report  | ×2                | Terningen Arena, Elverum Affluence : 1 513 Arbitrage : Marín, García |

| 8 décembre 2021 18h45 | Meshkov Brest     | 31–31   | Montpellier Handball | USK Victoria (ru), Brest Affluence : 1 120 Arbitrage : Nikolić, Stojković |
| 8 décembre 2021 18h45 | Mikita Vailupau 9 | (17–18) | Lucas Pellas 13      | USK Victoria (ru), Brest Affluence : 1 120 Arbitrage : Nikolić, Stojković |
| 8 décembre 2021 18h45 | ×2 ×5             | Report  | ×3 ×5                | USK Victoria (ru), Brest Affluence : 1 120 Arbitrage : Nikolić, Stojković |

| 8 décembre 2021 20h45 | RK Zagreb    | 23–22   | Vardar Skopje   | Arena Zagreb, Zagreb Affluence : 350 Arbitrage : Mažeika, Gatelis |
| 8 décembre 2021 20h45 | Ivan Čupić 5 | (14–12) | Dibirov, Toto 4 | Arena Zagreb, Zagreb Affluence : 350 Arbitrage : Mažeika, Gatelis |
| 8 décembre 2021 20h45 | ×4 ×3        | Report  | ×2 ×4 ×1        | Arena Zagreb, Zagreb Affluence : 350 Arbitrage : Mažeika, Gatelis |

| 9 décembre 2021 20h45 | Pick Szeged     | 30–26   | THW Kiel           | Pick Aréna, Szeged Affluence : 8 300 Arbitrage : Nikolov, Nachevski |
| 9 décembre 2021 20h45 | Bence Bánhidi 6 | (19–13) | Ekberg, Reinkind 5 | Pick Aréna, Szeged Affluence : 8 300 Arbitrage : Nikolov, Nachevski |
| 9 décembre 2021 20h45 | ×1 ×3           | Report  | ×1 ×3              | Pick Aréna, Szeged Affluence : 8 300 Arbitrage : Nikolov, Nachevski |

| 16 février 2022 18h45 | Meshkov Brest | 30–33   | Aalborg Håndbold | USK Victoria (ru), Brest Affluence : 1 150 Arbitrage : Brkic, Jusufhodzic |
| 16 février 2022 18h45 | Staš Skube 8  | (15–17) | Felix Claar 7    | USK Victoria (ru), Brest Affluence : 1 150 Arbitrage : Brkic, Jusufhodzic |
| 16 février 2022 18h45 | ×1 ×4         | Report  | ×1 ×5            | USK Victoria (ru), Brest Affluence : 1 150 Arbitrage : Brkic, Jusufhodzic |

| 16 février 2022 18h45 | Montpellier Handball | 25–28   | Vardar Skopje    | PS René-Bougnol, Montpellier Affluence : 2 800 Arbitrage : Kurtagic, Wetterwik |
| 16 février 2022 18h45 | Hugo Descat 7        | (10–14) | Olivier Nyokas 5 | PS René-Bougnol, Montpellier Affluence : 2 800 Arbitrage : Kurtagic, Wetterwik |
| 16 février 2022 18h45 | ×1 ×2                | Report  | ×1 ×2 ×1         | PS René-Bougnol, Montpellier Affluence : 2 800 Arbitrage : Kurtagic, Wetterwik |

| 17 février 2022 18h45 | Elverum Handball | 30–31   | THW Kiel         | Terningen Arena, Elverum Affluence : 8 532 Arbitrage : Santos, Fonseca |
| 17 février 2022 18h45 | Eric Johansson 8 | (15–14) | Sander Sagosen 6 | Terningen Arena, Elverum Affluence : 8 532 Arbitrage : Santos, Fonseca |
| 17 février 2022 18h45 | ×1 ×4            | Report  | ×7               | Terningen Arena, Elverum Affluence : 8 532 Arbitrage : Santos, Fonseca |

| 17 février 2022 20h45 | RK Zagreb          | 26–24   | Pick Szeged      | Arena Zagreb, Zagreb Affluence : 425 Arbitrage : Erdoğan, Özdeniz |
| 17 février 2022 20h45 | Sandro Obranović 7 | (14–10) | Miguel Martins 5 | Arena Zagreb, Zagreb Affluence : 425 Arbitrage : Erdoğan, Özdeniz |
| 17 février 2022 20h45 | ×1 ×2              | Report  | ×1               | Arena Zagreb, Zagreb Affluence : 425 Arbitrage : Erdoğan, Özdeniz |

| 23 février 2022 18h45 | Aalborg Håndbold | 32–27   | Elverum Handball | Gigantium, Aalborg Affluence : 4 384 Arbitrage : Mažeika, Gatelis |
| 23 février 2022 18h45 | Felix Claar 6    | (14–13) | Sindre Heldal 8  | Gigantium, Aalborg Affluence : 4 384 Arbitrage : Mažeika, Gatelis |
| 23 février 2022 18h45 | ×1 ×2            | Report  | ×4               | Gigantium, Aalborg Affluence : 4 384 Arbitrage : Mažeika, Gatelis |

| 23 février 2022 20h45 | THW Kiel           | 35–26   | Montpellier Handball | Sparkassen-Arena, Kiel Affluence : 3 435 Arbitrage : Lah, Sok |
| 23 février 2022 20h45 | Steffen Weinhold 5 | (19–13) | Hugo Descat 6        | Sparkassen-Arena, Kiel Affluence : 3 435 Arbitrage : Lah, Sok |
| 23 février 2022 20h45 | ×3                 | Report  | ×1                   | Sparkassen-Arena, Kiel Affluence : 3 435 Arbitrage : Lah, Sok |

| 23 février 2022 20h45 | Vardar Skopje     | 20–19  | RK Zagreb        | CS Yané-Sandanski, Skopje Affluence : 2 200 Arbitrage : Horáček, Novotný |
| 23 février 2022 20h45 | Nyokas, Taleski 4 | (11–9) | Csaba Leimeter 4 | CS Yané-Sandanski, Skopje Affluence : 2 200 Arbitrage : Horáček, Novotný |
| 23 février 2022 20h45 | ×4                | Report | ×1 ×3            | CS Yané-Sandanski, Skopje Affluence : 2 200 Arbitrage : Horáček, Novotný |

| 24 février 2022 20h45 | Pick Szeged     | 28–26   | Meshkov Brest       | Pick Aréna, Szeged Affluence : 3 400 Arbitrage : Marín, García |
| 24 février 2022 20h45 | Bence Bánhidi 8 | (16–14) | Stevan Sretenović 7 | Pick Aréna, Szeged Affluence : 3 400 Arbitrage : Marín, García |
| 24 février 2022 20h45 | ×5              | Report  | ×2                  | Pick Aréna, Szeged Affluence : 3 400 Arbitrage : Marín, García |

| 2 mars 2022 18h45 | Elverum Handball | 24–27   | Pick Szeged         | Terningen Arena, Elverum Affluence : 1 655 Arbitrage : Kurtagic, Wetterwik |
| 2 mars 2022 18h45 | Sindre Heldal 7  | (12–13) | Sebastian Frimmel 7 | Terningen Arena, Elverum Affluence : 1 655 Arbitrage : Kurtagic, Wetterwik |
| 2 mars 2022 18h45 | ×1 ×3            | Report  | ×5                  | Terningen Arena, Elverum Affluence : 1 655 Arbitrage : Kurtagic, Wetterwik |

| 2 mars 2022 20h45 | Montpellier Handball | 31–33   | Aalborg Håndbold | Sud de France Arena, Montpellier Affluence : 3 000 Arbitrage : Brunner, Salah |
| 2 mars 2022 20h45 | Hugo Descat 8        | (14–20) | Felix Claar 10   | Sud de France Arena, Montpellier Affluence : 3 000 Arbitrage : Brunner, Salah |
| 2 mars 2022 20h45 | ×1 ×2                | Report  | ×1               | Sud de France Arena, Montpellier Affluence : 3 000 Arbitrage : Brunner, Salah |

| 3 mars 2022 20h45 | RK Zagreb      | 27–28   | THW Kiel            | Arena Zagreb, Zagreb Affluence : 1 721 Arbitrage : Brkic, Jusufhodzic |
| 3 mars 2022 20h45 | David Mandić 9 | (15–12) | Duvnjak, Reinkind 5 | Arena Zagreb, Zagreb Affluence : 1 721 Arbitrage : Brkic, Jusufhodzic |
| 3 mars 2022 20h45 | ×2 ×5          | Report  | ×3 ×4               | Arena Zagreb, Zagreb Affluence : 1 721 Arbitrage : Brkic, Jusufhodzic |

| 9 mars 2022 18h45 | Aalborg Håndbold | 31–25   | RK Zagreb     | Gigantium, Aalborg Affluence : 4 877 Arbitrage : Gasmi, Gasmi |
| 9 mars 2022 18h45 | Felix Claar 6    | (16–13) | Ivan Čupić 11 | Gigantium, Aalborg Affluence : 4 877 Arbitrage : Gasmi, Gasmi |
| 9 mars 2022 18h45 | ×2               | Report  | ×4            | Gigantium, Aalborg Affluence : 4 877 Arbitrage : Gasmi, Gasmi |

| 9 mars 2022 20h45 | Vardar Skopje    | 39–30   | Elverum Handball | CS Yané-Sandanski, Skopje Affluence : 2 200 Arbitrage : Baumgart, Wild |
| 9 mars 2022 20h45 | Timour Dibirov 7 | (17–16) | Eric Johansson 8 | CS Yané-Sandanski, Skopje Affluence : 2 200 Arbitrage : Baumgart, Wild |
| 9 mars 2022 20h45 | ×5               | Report  | ×1 ×3            | CS Yané-Sandanski, Skopje Affluence : 2 200 Arbitrage : Baumgart, Wild |

| 10 mars 2022 18h45 | Pick Szeged      | 29–29   | Montpellier Handball | Pick Aréna, Szeged Affluence : 5 500 Arbitrage : Gubica, Milošević |
| 10 mars 2022 18h45 | Mario Šoštarič 6 | (17–16) | Pellas, Simonet 5    | Pick Aréna, Szeged Affluence : 5 500 Arbitrage : Gubica, Milošević |
| 10 mars 2022 18h45 | ×5 ×1            | Report  | ×1 ×5                | Pick Aréna, Szeged Affluence : 5 500 Arbitrage : Gubica, Milošević |

| annulé | THW Kiel | 10–0 | Meshkov Brest |  |

| annulé | Meshkov Brest | 0–10 | Vardar Skopje |  |

## Groupe B

### Classement
|   | Équipe                 | Pts | J  | G  | N | P  | Bp  | Bc  | Diff | Dép |  | Résultats (dom.\ext.)  |       |       |       |       |       |       |       |       |
| - | ---------------------- | --- | -- | -- | - | -- | --- | --- | ---- | --- |  | ---------------------- | ----- | ----- | ----- | ----- | ----- | ----- | ----- | ----- |
| 1 | KS Kielce              | 20  | 14 | 10 | 0 | 4  | 449 | 415 | 34   | +4  |  | KS Kielce              |       | 29-27 | 38-33 | 32-29 | 39-33 | 37-29 | 34-29 | 33-27 |
| 2 | FC BarceloneT          | 20  | 14 | 9  | 2 | 3  | 420 | 369 | 51   | -4  |  | FC BarceloneT          | 30-32 |       | 30-27 | 35-30 | 38-31 | 29-22 | 36-32 | 36-25 |
| 3 | Paris Saint-Germain    | 18  | 14 | 8  | 2 | 4  | 452 | 396 | 56   | /   |  | Paris Saint-Germain    | 32-27 | 28-28 |       | 39-40 | 33-19 | 33-30 | 41-30 | 40-32 |
| 4 | Veszprém KSE           | 17  | 14 | 8  | 1 | 5  | 449 | 423 | 26   | /   |  | Veszprém KSE           | 35-33 | 29-28 | 34-31 |       | 28-28 | 28-23 | 47-32 | 36-29 |
| 5 | FC Porto               | 11  | 14 | 4  | 3 | 7  | 375 | 408 | -33  | /   |  | FC Porto               | 29-27 | 33-33 | 30-39 | 23-30 |       | 28-27 | 31-32 | 10-0  |
| 6 | SG Flensburg-Handewitt | 10  | 14 | 4  | 2 | 8  | 381 | 401 | -20  | /   |  | SG Flensburg-Handewitt | 25-33 | 21-25 | 27-27 | 30-27 | 26-26 |       | 37-30 | 34-27 |
| 7 | Dinamo Bucarest        | 8   | 14 | 4  | 0 | 10 | 415 | 470 | -55  | +3  |  | Dinamo Bucarest        | 32-29 | 30-35 | 31-39 | 31-29 | 26-27 | 20-28 |       | 33-29 |
| 8 | HC Motor Zaporijjia    | 8   | 14 | 4  | 0 | 10 | 312 | 371 | -59  | -3  |  | HC Motor Zaporijjia    | 25-26 | 0-10  | 0-10  | 29-27 | 30-27 | 31-22 | 28-27 |       |

- Directement qualifié pour les quarts de finale
- Qualifié pour les barrages
- Éliminé (7e et 8e place)
- T : Tenant du titre

| 15 septembre 2021 18h45 | Veszprém KSE  | 34–31   | Paris Saint-Germain | Veszprém Aréna, Veszprém Affluence : 4 600 Arbitrage : Gubica, Milošević |
| 15 septembre 2021 18h45 | Yahia Omar 10 | (13–17) | Mikkel Hansen 7     | Veszprém Aréna, Veszprém Affluence : 4 600 Arbitrage : Gubica, Milošević |
| 15 septembre 2021 18h45 | ×1 ×5         | Report  | ×3                  | Veszprém Aréna, Veszprém Affluence : 4 600 Arbitrage : Gubica, Milošević |

| 15 septembre 2021 18h45 | Dinamo Bucarest | 32–29   | KS Kielce          | Sala Polivalentă Dinamo, Bucarest Affluence : 1 700 Arbitrage : Hansen, Madsen |
| 15 septembre 2021 18h45 | Raul Nantes 11  | (16–12) | Arkadiusz Moryto 7 | Sala Polivalentă Dinamo, Bucarest Affluence : 1 700 Arbitrage : Hansen, Madsen |
| 15 septembre 2021 18h45 | ×5 ×1           | Report  | ×4                 | Sala Polivalentă Dinamo, Bucarest Affluence : 1 700 Arbitrage : Hansen, Madsen |

| 15 septembre 2021 18h45 | Motor Zaporijjia    | 30–27   | FC Porto        | Palais des sports Iounost, Zaporijjia Affluence : 1 950 Arbitrage : Pavićević, Ražnatović |
| 15 septembre 2021 18h45 | Viachaslau Bokhan 8 | (15–10) | António Areia 6 | Palais des sports Iounost, Zaporijjia Affluence : 1 950 Arbitrage : Pavićević, Ražnatović |
| 15 septembre 2021 18h45 | ×1                  | Report  | ×3 ×2           | Palais des sports Iounost, Zaporijjia Affluence : 1 950 Arbitrage : Pavićević, Ražnatović |

| 15 septembre 2021 20h45 | SG Flensburg-Handewitt | 21–25   | FC Barcelone | Flens-Arena, Flensbourg Affluence : 2 066 Arbitrage : Brunner, Salah |
| 15 septembre 2021 20h45 | Hampus Wanne 6         | (10–13) | Dika Mem 7   | Flens-Arena, Flensbourg Affluence : 2 066 Arbitrage : Brunner, Salah |
| 15 septembre 2021 20h45 | ×1                     | Report  | ×1 ×3        | Flens-Arena, Flensbourg Affluence : 2 066 Arbitrage : Brunner, Salah |

| 23 septembre 2021 18h45 | FC Barcelone | 36–25   | Motor Zaporijjia  | Palau Blaugrana, Barcelone Affluence : 487 Arbitrage : Madsen, Mortensen |
| 23 septembre 2021 18h45 | Dika Mem 8   | (16–13) | Barys Pukhouski 6 | Palau Blaugrana, Barcelone Affluence : 487 Arbitrage : Madsen, Mortensen |
| 23 septembre 2021 18h45 | ×2           | Report  | ×1 ×4             | Palau Blaugrana, Barcelone Affluence : 487 Arbitrage : Madsen, Mortensen |

| 23 septembre 2021 18h45 | KS Kielce         | 32–29   | Veszprém KSE     | Hala Legionów, Kielce Affluence : 4 100 Arbitrage : Kurtagic, Wetterwik |
| 23 septembre 2021 18h45 | Alex Dujshebaev 7 | (17–12) | Petar Nenadić 10 | Hala Legionów, Kielce Affluence : 4 100 Arbitrage : Kurtagic, Wetterwik |
| 23 septembre 2021 18h45 | ×2 ×4 ×1          | Report  | ×5               | Hala Legionów, Kielce Affluence : 4 100 Arbitrage : Kurtagic, Wetterwik |

| 23 septembre 2021 20h45 | Paris Saint-Germain | 41–30   | Dinamo Bucarest    | Stade Pierre-de-Coubertin, Paris Affluence : 2 421 Arbitrage : Bíró, Kiss |
| 23 septembre 2021 20h45 | Ferran Solé 6       | (21–11) | Cédric Sorhaindo 9 | Stade Pierre-de-Coubertin, Paris Affluence : 2 421 Arbitrage : Bíró, Kiss |
| 23 septembre 2021 20h45 | ×2                  | Report  | ×1 ×5              | Stade Pierre-de-Coubertin, Paris Affluence : 2 421 Arbitrage : Bíró, Kiss |

| 23 septembre 2021 20h45 | FC Porto         | 28–27   | SG Flensburg-Handewitt | Dragão Arena, Porto Affluence : 695 Arbitrage : Nikolov, Nachevski |
| 23 septembre 2021 20h45 | Daymaro Salina 6 | (13–12) | Hampus Wanne 8         | Dragão Arena, Porto Affluence : 695 Arbitrage : Nikolov, Nachevski |
| 23 septembre 2021 20h45 | ×1 ×4            | Report  | ×1 ×2                  | Dragão Arena, Porto Affluence : 695 Arbitrage : Nikolov, Nachevski |

| 29 septembre 2021 18h45 | Motor Zaporijjia      | 25–26   | KS Kielce        | Palais des sports Iounost, Zaporijjia Affluence : 1 900 Arbitrage : Mažeika, Gatelis |
| 29 septembre 2021 18h45 | Aidenas Malašinskas 9 | (13–14) | quatre joueurs 4 | Palais des sports Iounost, Zaporijjia Affluence : 1 900 Arbitrage : Mažeika, Gatelis |
| 29 septembre 2021 18h45 | ×7 ×2                 | Report  | ×1 ×3            | Palais des sports Iounost, Zaporijjia Affluence : 1 900 Arbitrage : Mažeika, Gatelis |

| 29 septembre 2021 18h45 | Veszprém KSE    | 29–28   | FC Barcelone    | Veszprém Aréna, Veszprém Affluence : 5 089 Arbitrage : Horáček, Novotný |
| 29 septembre 2021 18h45 | Gašper Marguč 8 | (16–12) | trois joueurs 5 | Veszprém Aréna, Veszprém Affluence : 5 089 Arbitrage : Horáček, Novotný |
| 29 septembre 2021 18h45 | ×3 ×6           | Report  | ×1 ×3           | Veszprém Aréna, Veszprém Affluence : 5 089 Arbitrage : Horáček, Novotný |

| 29 septembre 2021 20h45 | SG Flensburg-Handewitt | 27–27   | Paris Saint-Germain | Flens-Arena, Flensbourg Affluence : 2 400 Arbitrage : Hansen, Madsen |
| 29 septembre 2021 20h45 | Hampus Wanne 7         | (14–13) | Mikkel Hansen 6     | Flens-Arena, Flensbourg Affluence : 2 400 Arbitrage : Hansen, Madsen |
| 29 septembre 2021 20h45 | ×2                     | Report  | ×3 ×0               | Flens-Arena, Flensbourg Affluence : 2 400 Arbitrage : Hansen, Madsen |

| 30 septembre 2021 18h45 | Dinamo Bucarest | 26–27   | FC Porto        | Sala Polivalentă Dinamo, Bucarest Affluence : 1 250 Arbitrage : Brunner, Salah |
| 30 septembre 2021 18h45 | cinq joueurs 3  | (14–15) | Alves, Iturriza | Sala Polivalentă Dinamo, Bucarest Affluence : 1 250 Arbitrage : Brunner, Salah |
| 30 septembre 2021 18h45 | ×3              | Report  | ×4 ×1           | Sala Polivalentă Dinamo, Bucarest Affluence : 1 250 Arbitrage : Brunner, Salah |

| 13 octobre 2021 20h45 | KS Kielce      | 37–29   | SG Flensburg-Handewitt | Hala Legionów, Kielce Affluence : 3 800 Arbitrage : Lah, Sok |
| 13 octobre 2021 20h45 | Szymon Sićko 9 | (21–16) | Aaron Mensing 9        | Hala Legionów, Kielce Affluence : 3 800 Arbitrage : Lah, Sok |
| 13 octobre 2021 20h45 | ×3             | Report  | ×2 ×3                  | Hala Legionów, Kielce Affluence : 3 800 Arbitrage : Lah, Sok |

| 14 octobre 2021 20h45 | Paris Saint-Germain | 40–32   | Motor Zaporijjia    | Stade Pierre-de-Coubertin, Paris Affluence : 2 000 Arbitrage : Pandžić, Mošorinski |
| 14 octobre 2021 20h45 | Mikkel Hansen 6     | (19–14) | Artem Kozakevitch 7 | Stade Pierre-de-Coubertin, Paris Affluence : 2 000 Arbitrage : Pandžić, Mošorinski |
| 14 octobre 2021 20h45 | ×1 ×4               | Report  | ×2 ×5               | Stade Pierre-de-Coubertin, Paris Affluence : 2 000 Arbitrage : Pandžić, Mošorinski |

| 14 octobre 2021 20h45 | FC Barcelone | 36–32   | Dinamo Bucarest    | Palau Blaugrana, Barcelone Affluence : 1 018 Arbitrage : Bonaventura, Bonaventura |
| 14 octobre 2021 20h45 | Dika Mem 12  | (19–14) | Ghionea, Pascual 9 | Palau Blaugrana, Barcelone Affluence : 1 018 Arbitrage : Bonaventura, Bonaventura |
| 14 octobre 2021 20h45 | ×2           | Report  | ×1 ×4              | Palau Blaugrana, Barcelone Affluence : 1 018 Arbitrage : Bonaventura, Bonaventura |

| 14 octobre 2021 20h45 | FC Porto    | 23–30   | Veszprém KSE    | Dragão Arena, Porto Affluence : 1 486 Arbitrage : Baumgart, Wild |
| 14 octobre 2021 20h45 | Rui Silva 6 | (10–16) | Petar Nenadić 8 | Dragão Arena, Porto Affluence : 1 486 Arbitrage : Baumgart, Wild |
| 14 octobre 2021 20h45 | ×1          | Report  | ×1 ×2           | Dragão Arena, Porto Affluence : 1 486 Arbitrage : Baumgart, Wild |

| 20 octobre 2021 18h45 | KS Kielce              | 39–33   | FC Porto         | Hala Legionów, Kielce Affluence : 4 100 Arbitrage : Gubica, Milošević |
| 20 octobre 2021 18h45 | Sigvaldi Guðjónsson 10 | (21–17) | Ivan Slišković 7 | Hala Legionów, Kielce Affluence : 4 100 Arbitrage : Gubica, Milošević |
| 20 octobre 2021 18h45 | ×4                     | Report  | ×1 ×8 ×1         | Hala Legionów, Kielce Affluence : 4 100 Arbitrage : Gubica, Milošević |

| 21 octobre 2021 18h45 | Veszprém KSE    | 28–23  | SG Flensburg-Handewitt | Veszprém Aréna, Veszprém Affluence : 5 000 Arbitrage : Brkic, Jusufhodzic |
| 21 octobre 2021 18h45 | Manuel Štrlek 7 | (14–8) | Teitur Örn Einarsson 5 | Veszprém Aréna, Veszprém Affluence : 5 000 Arbitrage : Brkic, Jusufhodzic |
| 21 octobre 2021 18h45 | ×1              | Report | ×1 ×4 ×1               | Veszprém Aréna, Veszprém Affluence : 5 000 Arbitrage : Brkic, Jusufhodzic |

| 21 octobre 2021 18h45 | Motor Zaporijjia      | 28–27   | Dinamo Bucarest    | Palais des sports Iounost, Zaporijjia Affluence : 500 Arbitrage : Nikolov, Nachevski |
| 21 octobre 2021 18h45 | Denissov, Pukhouski 5 | (13–13) | Valentin Ghionea 8 | Palais des sports Iounost, Zaporijjia Affluence : 500 Arbitrage : Nikolov, Nachevski |
| 21 octobre 2021 18h45 | ×1                    | Report  | ×2 ×4              | Palais des sports Iounost, Zaporijjia Affluence : 500 Arbitrage : Nikolov, Nachevski |

| 21 octobre 2021 20h45 | FC Barcelone | 30–27   | Paris Saint-Germain | Palau Blaugrana, Barcelone Affluence : 2 451 Arbitrage : Schulze, Tönnies |
| 21 octobre 2021 20h45 | Dika Mem 7   | (13–13) | Mikkel Hansen 7     | Palau Blaugrana, Barcelone Affluence : 2 451 Arbitrage : Schulze, Tönnies |
| 21 octobre 2021 20h45 | ×1 ×5        | Report  | ×1                  | Palau Blaugrana, Barcelone Affluence : 2 451 Arbitrage : Schulze, Tönnies |

| 27 octobre 2021 18h45 | KS Kielce     | 38–33   | Paris Saint-Germain | Hala Legionów, Kielce Affluence : 4 000 Arbitrage : Pavićević, Ražnatović |
| 27 octobre 2021 18h45 | Nahi, Sićko 6 | (19–14) | Mikkel Hansen 8     | Hala Legionów, Kielce Affluence : 4 000 Arbitrage : Pavićević, Ražnatović |
| 27 octobre 2021 18h45 | ×6            | Report  | ×2 ×5               | Hala Legionów, Kielce Affluence : 4 000 Arbitrage : Pavićević, Ražnatović |

| 28 octobre 2021 18h45 | Dinamo Bucarest    | 31–29   | Veszprém KSE    | Sala Polivalentă Dinamo, Bucarest Affluence : 100 Arbitrage : Nikolić, Stojković |
| 28 octobre 2021 18h45 | Valentin Ghionea 8 | (14–13) | Petar Nenadić 9 | Sala Polivalentă Dinamo, Bucarest Affluence : 100 Arbitrage : Nikolić, Stojković |
| 28 octobre 2021 18h45 | ×1 ×7 ×1           | Report  | ×3 ×4 ×1        | Sala Polivalentă Dinamo, Bucarest Affluence : 100 Arbitrage : Nikolić, Stojković |

| 28 octobre 2021 20h45 | FC Porto         | 33–33   | FC Barcelone   | Dragão Arena, Porto Affluence : 1 792 Arbitrage : Hansen, Madsen |
| 28 octobre 2021 20h45 | Ivan Slišković 7 | (17–14) | Aleix Gómez 11 | Dragão Arena, Porto Affluence : 1 792 Arbitrage : Hansen, Madsen |
| 28 octobre 2021 20h45 | ×5               | Report  | ×1             | Dragão Arena, Porto Affluence : 1 792 Arbitrage : Hansen, Madsen |

| 28 octobre 2021 20h45 | SG Flensburg-Handewitt | 34–27   | Motor Zaporijjia    | Flens-Arena, Flensbourg Affluence : 1 234 Arbitrage : Kurtagic, Wetterwik |
| 28 octobre 2021 20h45 | Hampus Wanne 8         | (13–11) | Viachaslau Bokhan 7 | Flens-Arena, Flensbourg Affluence : 1 234 Arbitrage : Kurtagic, Wetterwik |
| 28 octobre 2021 20h45 | ×1 ×5                  | Report  | ×6 ×1               | Flens-Arena, Flensbourg Affluence : 1 234 Arbitrage : Kurtagic, Wetterwik |

| 17 novembre 2021 18h45 | Motor Zaporijjia   | 29–27   | Veszprém KSE  | Palais des sports Iounost, Zaporijjia Affluence : 1 100 Arbitrage : Jurinović, Mrvica |
| 17 novembre 2021 18h45 | Denissov, Horiha 6 | (14–12) | Kentin Mahé 6 | Palais des sports Iounost, Zaporijjia Affluence : 1 100 Arbitrage : Jurinović, Mrvica |
| 17 novembre 2021 18h45 | ×1 ×3              | Report  | ×1 ×4         | Palais des sports Iounost, Zaporijjia Affluence : 1 100 Arbitrage : Jurinović, Mrvica |

| 17 novembre 2021 20h45 | SG Flensburg-Handewitt | 37–30   | Dinamo Bucarest    | Flens-Arena, Flensbourg Affluence : 1 277 Arbitrage : Marín, García |
| 17 novembre 2021 20h45 | Hampus Wanne 8         | (14–14) | Valentin Ghionea 8 | Flens-Arena, Flensbourg Affluence : 1 277 Arbitrage : Marín, García |
| 17 novembre 2021 20h45 | ×2 ×3                  | Report  | ×1                 | Flens-Arena, Flensbourg Affluence : 1 277 Arbitrage : Marín, García |

| 18 novembre 2021 20h45 | Paris Saint-Germain | 33–19  | FC Porto          | Stade Pierre-de-Coubertin, Paris Affluence : 2 383 Arbitrage : Mažeika, Gatelis |
| 18 novembre 2021 20h45 | Kamil Syprzak 8     | (18–4) | Victor Iturriza 5 | Stade Pierre-de-Coubertin, Paris Affluence : 2 383 Arbitrage : Mažeika, Gatelis |
| 18 novembre 2021 20h45 | ×2                  | Report | ×3                | Stade Pierre-de-Coubertin, Paris Affluence : 2 383 Arbitrage : Mažeika, Gatelis |

| 18 novembre 2021 20h45 | FC Barcelone     | 30–32   | KS Kielce          | Palau Blaugrana, Barcelone Affluence : 2 480 Arbitrage : Nikolov, Nachevski |
| 18 novembre 2021 20h45 | Mem, N'Guessan 7 | (16–19) | Arkadiusz Moryto 7 | Palau Blaugrana, Barcelone Affluence : 2 480 Arbitrage : Nikolov, Nachevski |
| 18 novembre 2021 20h45 | ×1               | Report  | ×1 ×2              | Palau Blaugrana, Barcelone Affluence : 2 480 Arbitrage : Nikolov, Nachevski |

| 24 novembre 2021 18h45 | KS Kielce         | 29–27   | FC Barcelone  | Hala Legionów, Kielce Affluence : 4 200 Arbitrage : Brkic, Jusufhodzic |
| 24 novembre 2021 18h45 | Alex Dujshebaev 8 | (14–16) | Aitor Ariño 5 | Hala Legionów, Kielce Affluence : 4 200 Arbitrage : Brkic, Jusufhodzic |
| 24 novembre 2021 18h45 | ×1 ×2             | Report  | ×2 ×4         | Hala Legionów, Kielce Affluence : 4 200 Arbitrage : Brkic, Jusufhodzic |

| 25 novembre 2021 18h45 | Veszprém KSE    | 36–29   | Motor Zaporijjia    | Veszprém Aréna, Veszprém Affluence : 4 000 Arbitrage : Jørum, Kleven |
| 25 novembre 2021 18h45 | Gašper Marguč 9 | (18–13) | Viachaslau Bokhan 8 | Veszprém Aréna, Veszprém Affluence : 4 000 Arbitrage : Jørum, Kleven |
| 25 novembre 2021 18h45 | ×1 ×3           | Report  | ×1 ×5               | Veszprém Aréna, Veszprém Affluence : 4 000 Arbitrage : Jørum, Kleven |

| 25 novembre 2021 18h45 | Dinamo Bucarest   | 20–28   | SG Flensburg-Handewitt | Sala Polivalentă Dinamo, Bucarest Affluence : 0* Arbitrage : Horáček, Novotný |
| 25 novembre 2021 18h45 | Mamdouh, Nantes 5 | (13–13) | Aaron Mensing 8        | Sala Polivalentă Dinamo, Bucarest Affluence : 0* Arbitrage : Horáček, Novotný |
| 25 novembre 2021 18h45 | ×1 ×2             | Report  | ×1 ×4                  | Sala Polivalentă Dinamo, Bucarest Affluence : 0* Arbitrage : Horáček, Novotný |

*Le match Dinamo Bucarest-SG Flensburg-Handewitt s'est joué sans spectateur à cause de la pandémie de Covid-19.
| 25 novembre 2021 20h45 | FC Porto          | 30–39   | Paris Saint-Germain | Dragão Arena, Porto Affluence : 1 917 Arbitrage : Mandák, Rudinský |
| 25 novembre 2021 20h45 | Cruz, Slišković 5 | (15–23) | Kamil Syprzak 9     | Dragão Arena, Porto Affluence : 1 917 Arbitrage : Mandák, Rudinský |
| 25 novembre 2021 20h45 | ×1 ×5             | Report  | ×1 ×3               | Dragão Arena, Porto Affluence : 1 917 Arbitrage : Mandák, Rudinský |

| 1 décembre 2021 18h45 | Motor Zaporijjia      | 31–22   | SG Flensburg-Handewitt | Palais des sports Iounost, Zaporijjia Affluence : 1 100 Arbitrage : Bíró, Kiss |
| 1 décembre 2021 18h45 | Aidenas Malašinskas 9 | (15–14) | Emil Jakobsen 8        | Palais des sports Iounost, Zaporijjia Affluence : 1 100 Arbitrage : Bíró, Kiss |
| 1 décembre 2021 18h45 | ×3                    | Report  | ×1                     | Palais des sports Iounost, Zaporijjia Affluence : 1 100 Arbitrage : Bíró, Kiss |

| 2 décembre 2021 18h45 | Veszprém KSE | 47–32   | Dinamo Bucarest | Veszprém Aréna, Veszprém Affluence : 4 300 Arbitrage : Hansen, Madsen |
| 2 décembre 2021 18h45 | Yahia Omar 8 | (22–15) | Humet, Nantes 6 | Veszprém Aréna, Veszprém Affluence : 4 300 Arbitrage : Hansen, Madsen |
| 2 décembre 2021 18h45 | ×1 ×4        | Report  | ×2              | Veszprém Aréna, Veszprém Affluence : 4 300 Arbitrage : Hansen, Madsen |

| 2 décembre 2021 20h45 | FC Barcelone   | 38–31   | FC Porto          | Palau Blaugrana, Barcelone Affluence : 1 140 Arbitrage : Kurtagic, Wetterwik |
| 2 décembre 2021 20h45 | Aleix Gómez 12 | (20–13) | Fábio Magalhães 9 | Palau Blaugrana, Barcelone Affluence : 1 140 Arbitrage : Kurtagic, Wetterwik |
| 2 décembre 2021 20h45 | ×2 ×1          | Report  | ×2                | Palau Blaugrana, Barcelone Affluence : 1 140 Arbitrage : Kurtagic, Wetterwik |

| 2 décembre 2021 20h45 | Paris Saint-Germain | 32–27   | KS Kielce     | Stade Pierre-de-Coubertin, Paris Affluence : 2 843 Arbitrage : Horáček, Novotný |
| 2 décembre 2021 20h45 | Mikkel Hansen 7     | (16–14) | Nahi, Sićko 5 | Stade Pierre-de-Coubertin, Paris Affluence : 2 843 Arbitrage : Horáček, Novotný |
| 2 décembre 2021 20h45 | ×1 ×7               | Report  | ×6 ×1         | Stade Pierre-de-Coubertin, Paris Affluence : 2 843 Arbitrage : Horáček, Novotný |

| 9 décembre 2021 18h45 | Dinamo Bucarest | 33–29   | Motor Zaporijjia      | Sala Polivalentă Dinamo, Bucarest Affluence : 2 000 Arbitrage : Gubica, Milošević |
| 9 décembre 2021 18h45 | Raul Nantes 13  | (16–14) | Bokhan, Malašinskas 6 | Sala Polivalentă Dinamo, Bucarest Affluence : 2 000 Arbitrage : Gubica, Milošević |
| 9 décembre 2021 18h45 | ×1 ×5           | Report  | ×1 ×5                 | Sala Polivalentă Dinamo, Bucarest Affluence : 2 000 Arbitrage : Gubica, Milošević |

| 9 décembre 2021 18h45 | SG Flensburg-Handewitt | 30–27   | Veszprém KSE    | Flens-Arena, Flensbourg Affluence : 1 703 Arbitrage : Mandák, Rudinský |
| 9 décembre 2021 18h45 | Mads Mensah Larsen 7   | (16–12) | Gašper Marguč 6 | Flens-Arena, Flensbourg Affluence : 1 703 Arbitrage : Mandák, Rudinský |
| 9 décembre 2021 18h45 | ×1 ×3                  | Report  | ×5              | Flens-Arena, Flensbourg Affluence : 1 703 Arbitrage : Mandák, Rudinský |

| 9 décembre 2021 20h45 | Paris Saint-Germain | 28–28   | FC Barcelone     | Stade Pierre-de-Coubertin, Paris Affluence : 2 795 Arbitrage : Lah, Sok |
| 9 décembre 2021 20h45 | Ferran Solé 8       | (17–15) | Haniel Langaro 7 | Stade Pierre-de-Coubertin, Paris Affluence : 2 795 Arbitrage : Lah, Sok |
| 9 décembre 2021 20h45 | ×3                  | Report  | ×1 ×3 ×1         | Stade Pierre-de-Coubertin, Paris Affluence : 2 795 Arbitrage : Lah, Sok |

| 9 décembre 2021 20h45 | FC Porto     | 29–27   | KS Kielce        | Dragão Arena, Porto Affluence : 608 Arbitrage : Elíasson, Pálsson |
| 9 décembre 2021 20h45 | Pedro Cruz 7 | (14–14) | Artsem Karalek 7 | Dragão Arena, Porto Affluence : 608 Arbitrage : Elíasson, Pálsson |
| 9 décembre 2021 20h45 | ×1 ×2        | Report  | ×2               | Dragão Arena, Porto Affluence : 608 Arbitrage : Elíasson, Pálsson |

| 16 février 2022 18h45 | Veszprém KSE    | 28–28   | FC Porto        | Veszprém Aréna, Veszprém Affluence : 4 800 Arbitrage : Nikolić, Stojković |
| 16 février 2022 18h45 | Mahé, Nenadić 6 | (15–15) | trois joueurs 4 | Veszprém Aréna, Veszprém Affluence : 4 800 Arbitrage : Nikolić, Stojković |
| 16 février 2022 18h45 | ×2 ×3           | Report  | ×3 ×4           | Veszprém Aréna, Veszprém Affluence : 4 800 Arbitrage : Nikolić, Stojković |

| 16 février 2022 20h45 | SG Flensburg-Handewitt | 25–33   | KS Kielce      | Flens-Arena, Flensbourg Affluence : 1 075 Arbitrage : Elíasson, Pálsson |
| 16 février 2022 20h45 | Emil Jakobsen 6        | (12–14) | Igor Karačić 6 | Flens-Arena, Flensbourg Affluence : 1 075 Arbitrage : Elíasson, Pálsson |
| 16 février 2022 20h45 | ×1 ×3                  | Report  | ×1 ×2          | Flens-Arena, Flensbourg Affluence : 1 075 Arbitrage : Elíasson, Pálsson |

| 17 février 2022 18h45 | Dinamo Bucarest   | 30–35   | FC Barcelone | Sala Polivalentă Dinamo, Bucarest Affluence : 1 650 Arbitrage : Pavićević, Ražnatović |
| 17 février 2022 18h45 | Mohamed Mamdouh 9 | (15–17) | Dika Mem 9   | Sala Polivalentă Dinamo, Bucarest Affluence : 1 650 Arbitrage : Pavićević, Ražnatović |
| 17 février 2022 18h45 | ×4                | Report  |              | Sala Polivalentă Dinamo, Bucarest Affluence : 1 650 Arbitrage : Pavićević, Ražnatović |

| 23 février 2022 18h45 | KS Kielce         | 33–27   | Motor Zaporijjia | Hala Legionów, Kielce Affluence : 4 200 Arbitrage : Hansen, Madsen |
| 23 février 2022 18h45 | Nicolas Tournat 8 | (19–13) | Dmytro Horiha 5  | Hala Legionów, Kielce Affluence : 4 200 Arbitrage : Hansen, Madsen |
| 23 février 2022 18h45 | ×2                | Report  | ×4               | Hala Legionów, Kielce Affluence : 4 200 Arbitrage : Hansen, Madsen |

| 24 février 2022 18h45 | FC Barcelone | 35–30   | Veszprém KSE | Palau Blaugrana, Barcelone Affluence : 2 579 Arbitrage : Gubica, Milošević |
| 24 février 2022 18h45 | Dika Mem 8   | (13–13) | Yahia Omar 7 | Palau Blaugrana, Barcelone Affluence : 2 579 Arbitrage : Gubica, Milošević |
| 24 février 2022 18h45 | ×5           | Report  | ×6           | Palau Blaugrana, Barcelone Affluence : 2 579 Arbitrage : Gubica, Milošević |

| 24 février 2022 20h45 | Paris Saint-Germain | 33–30   | SG Flensburg-Handewitt | Stade Pierre-de-Coubertin, Paris Affluence : 2 911 Arbitrage : Nikolov, Nachevski |
| 24 février 2022 20h45 | Luc Steins 7        | (17–13) | Franz Semper 7         | Stade Pierre-de-Coubertin, Paris Affluence : 2 911 Arbitrage : Nikolov, Nachevski |
| 24 février 2022 20h45 | ×1 ×3               | Report  | ×1 ×3                  | Stade Pierre-de-Coubertin, Paris Affluence : 2 911 Arbitrage : Nikolov, Nachevski |

| 24 février 2022 20h45 | FC Porto          | 31–32   | Dinamo Bucarest | Dragão Arena, Porto Affluence : 1 091 Arbitrage : Jørum, Kleven |
| 24 février 2022 20h45 | Fábio Magalhães 6 | (12–12) | Alex Pascual 6  | Dragão Arena, Porto Affluence : 1 091 Arbitrage : Jørum, Kleven |
| 24 février 2022 20h45 | ×1 ×2             | Report  | ×1 ×2           | Dragão Arena, Porto Affluence : 1 091 Arbitrage : Jørum, Kleven |

| 2 mars 2022 20h45 | SG Flensburg-Handewitt | 26–26   | FC Porto           | Flens-Arena, Flensbourg Affluence : 1 134 Arbitrage : Pavićević, Ražnatović |
| 2 mars 2022 20h45 | Teitur Örn Einarsson 8 | (14–13) | Djibril M'Bengue 6 | Flens-Arena, Flensbourg Affluence : 1 134 Arbitrage : Pavićević, Ražnatović |
| 2 mars 2022 20h45 | ×1                     | Report  | ×1                 | Flens-Arena, Flensbourg Affluence : 1 134 Arbitrage : Pavićević, Ražnatović |

| 3 mars 2022 18h45 | Veszprém KSE    | 35–33   | KS Kielce             | Veszprém Aréna, Veszprém Affluence : 5 019 Arbitrage : Nikolov, Nachevski |
| 3 mars 2022 18h45 | Mahé, Nenadić 6 | (18–16) | A. Dujshebaev, Nahi 6 | Veszprém Aréna, Veszprém Affluence : 5 019 Arbitrage : Nikolov, Nachevski |
| 3 mars 2022 18h45 | ×2 ×4           | Report  | ×1 ×3                 | Veszprém Aréna, Veszprém Affluence : 5 019 Arbitrage : Nikolov, Nachevski |

| 3 mars 2022 18h45 | Dinamo Bucarest | 31–39   | Paris Saint-Germain | Sala Polivalentă Dinamo, Bucarest Affluence : 3 000 Arbitrage : Elíasson, Pálsson |
| 3 mars 2022 18h45 | Raul Nantes 7   | (16–20) | Mikkel Hansen 7     | Sala Polivalentă Dinamo, Bucarest Affluence : 3 000 Arbitrage : Elíasson, Pálsson |
| 3 mars 2022 18h45 | ×1 ×5           | Report  | ×1 ×3               | Sala Polivalentă Dinamo, Bucarest Affluence : 3 000 Arbitrage : Elíasson, Pálsson |

| 9 mars 2022 18h45 | KS Kielce          | 34–29   | Dinamo Bucarest   | Hala Legionów, Kielce Affluence : 4 200 Arbitrage : Jurinović, Mrvica |
| 9 mars 2022 18h45 | Arkadiusz Moryto 8 | (20–13) | Mohamed Mamdouh 7 | Hala Legionów, Kielce Affluence : 4 200 Arbitrage : Jurinović, Mrvica |
| 9 mars 2022 18h45 | ×1 ×3              | Report  | ×1 ×5 ×1          | Hala Legionów, Kielce Affluence : 4 200 Arbitrage : Jurinović, Mrvica |

| 10 mars 2022 18h45 | FC Barcelone  | 29–22   | SG Flensburg-Handewitt | Palau Blaugrana, Barcelone Affluence : 2 159 Arbitrage : Hansen, Madsen |
| 10 mars 2022 18h45 | Aleix Gómez 9 | (15–11) | Hampus Wanne 6         | Palau Blaugrana, Barcelone Affluence : 2 159 Arbitrage : Hansen, Madsen |
| 10 mars 2022 18h45 | ×1            | Report  | ×1 ×2                  | Palau Blaugrana, Barcelone Affluence : 2 159 Arbitrage : Hansen, Madsen |

| 10 mars 2022 20h45 | Paris Saint-Germain | 39–40   | Veszprém KSE    | Stade Pierre-de-Coubertin, Paris Affluence : 2 618 Arbitrage : Santos, Fonseca |
| 10 mars 2022 20h45 | Nikola Karabatic 8  | (19–20) | Petar Nenadić 9 | Stade Pierre-de-Coubertin, Paris Affluence : 2 618 Arbitrage : Santos, Fonseca |
| 10 mars 2022 20h45 | ×5 ×1               | Report  | ×2 ×9 ×1        | Stade Pierre-de-Coubertin, Paris Affluence : 2 618 Arbitrage : Santos, Fonseca |

| annulé | Motor Zaporijjia | 0–10 | Paris Saint-Germain |  |

| annulé | Motor Zaporijjia | 0–10 | FC Barcelone |  |

| annulé | FC Porto | 10–0 | Motor Zaporijjia |  |